# Ekwele
L’ekwele (ou ekuele ; au pluriel bikwele) est l'ancienne devise de la Guinée équatoriale, de 1975 à 1985, remplacé par le Franc CFA (CEMAC). 
Trois frappes de pièces de monnaie ont eu lieu : en 1975 (1 ekwele, 5 et 10 bikwele), 1980 et 1981 (1 ekwele, 5, 25 et 50 bikwele). Des billets de 25 à 1 000 bikwele ont été imprimés en 1975 ; une autre émission a eu lieu en 1979, avec des dénominations allant de 100 à 5 000 bikwele. Tous portaient l'effigie du chef de l'État, Francisco Macías Nguema. Dans les années qui ont suivi l'entrée en vigueur de l'ekwele, des billets libellés en pesetas sont restés en circulation, avec une surcharge de la Banque centrale de Guinée équatoriale indiquant leur valeur en ekwele. Le nom de ekwele est l'appellation en langue Fang, et aussi des Bubis, de l'écuelle, la première monnaie en cuivre, en usage dans le golfe de Guinée, au temps ou les Portugais étaient les principaux colonisateurs, avant l'arrivée des Espagnols.  